# Бородкин, Фёдор Филиппович
Фёдор Фили́ппович Боро́дкин — командир отделения разведки разведывательной роты 327-го гвардейского горно-стрелкового полка (128-я гвардейская горно-стрелковая дивизия, 1-я гвардейская армия, 4-й Украинский фронт), гвардии старший сержант.

## Биография
Фёдор Филиппович Бородкин родился в городе Лбищенске Уральской области (в настоящее время село Чапаев Западно-Казахстанской области). Окончил в 1925 году 10 классов школы. Работал токарем на местном заводе, в 1935 году переехал в город Михайловку Сталинградской области. Работал токарем в машинно-тракторной мастерской.
В июне 1941 года он был призван в ряды Красной армии, с февраля 1942 года на фронтах Великой Отечественной войны. Воевал на Юго-Западном и Северо-Кавказском фронтах.
7 июля 1943 года гвардии красноармеец Бородкин был награждён медалью «За боевые заслуги», за то, что с 26 по 28 мая 1943 года он со своим расчётом отразил 7 контратак противника, уничтожив 50 солдат противника.
В боях за освобождение Крыма 22 января 1944 года провёл разведку позиций противника, а 23 января при штурме безымянной высоты к северо-востоку от города Керчь гвардии сержант Бородкин первым ворвался в траншею противника и гранатами и огнём автомата уничтожил 7 солдат противника. Приказом по 128 гвардейской стрелковой дивизии от 15 февраля 1944 года он был награждён орденом Славы 3-й степени.
В боях за Севастополь командир отделения разведчиков гвардии старший сержант Бородкин вёл наблюдение под артиллерийским огнём, чтобы выявить системы обороны противника возле Севастополя в Казачьей бухте. С двумя разведчиками он сделал два прохода в проволочных заграждениях противника. При наступлении он пробрался в тыл противника и огнём автомата уничтожил до взвода солдат противника. Приказом по Отдельной Приморской армии от 23 июня 1944 года он был награждён орденом Славы 2-й степени.
20 сентября 1944 года старший сержант Бородкин со своим отделением ворвался в населённый пункт Габура в Словакии (недалеко от Свидника) и гранатами подбил 2 автомашины с орудиями и их расчётами. Огнём из автоматов отразили несколько попыток противника вернуть утраченные позиции. Держались до подхода основных сил. Указом Президиума Верховного Совета СССР от 24 марта 1945 года гвардии старший сержант Бородкин был награждён орденом Славы 1-й степени.
Бородкин Ф. Ф. демобилизовался в ноябре 1945 года. Вернулся в Михайловку, работал старшим мастером на заводе пусковых двигателей.
Скончался Фёдор Филиппович Бородкин 11 июня 1972 года.